# 1. hokejová liga SR 2000/2001
1. hokejová liga SR 2000/2001 byla osmou sezónou 1. hokejové ligy na Slovensku, které se mělo zúčastnit 12 týmů, ale před začátkem sezóny odstoupil klub HK Harvard Trnava, čímž se automaticky stal sestupujícím týmem. Vítězem se stal tým MsHK Žilina, který společně s týmem MHC Nitra postoupil do Slovnaft extraligy díky jejímu rozšíření na 12 účastníků. Po rozšíření Slovnaft extraligy se rozšířila i 1. liga na 12 účastníků. Do následujícího ročníku postoupily kluby HK 95 Považská Bystrica a MHK Olympic ŠKP Ružomberok, které následně působily jako MsHK Žilina B a HKm Detva.

## Základní část
| Vysvětlivka                       |
| --------------------------------- |
| Postupující do Slovnaft extraligy |
| Sestupující do 2. ligy            |

| Poř. | Tým                         | Z  | V  | R | P  | VG  | OG  | B  |
| ---- | --------------------------- | -- | -- | - | -- | --- | --- | -- |
| 1.   | MsHK Žilina                 | 40 | 34 | 3 | 3  | 223 | 65  | 71 |
| 2.   | MHC Nitra                   | 40 | 32 | 2 | 6  | 204 | 77  | 66 |
| 3.   | HK VTJ Farmakol Prešov      | 40 | 27 | 3 | 10 | 182 | 93  | 57 |
| 4.   | HK VTJ Spišská Nová Ves     | 40 | 20 | 5 | 15 | 132 | 113 | 45 |
| 5.   | ŠaHK Banská Bystrica        | 40 | 18 | 6 | 16 | 153 | 122 | 42 |
| 6.   | HC Dukla Inpro Senica       | 40 | 19 | 2 | 19 | 157 | 125 | 40 |
| 7.   | HC Prievidza (HKm Zvolen B) | 40 | 18 | 4 | 18 | 138 | 150 | 40 |
| 8.   | HC VTJ Telvis Topoľčany     | 40 | 13 | 4 | 23 | 136 | 164 | 30 |
| 9.   | Spartak Dubnica nad Váhom   | 40 | 12 | 4 | 24 | 133 | 172 | 28 |
| 10.  | HK VTJ Trebišov             | 40 | 6  | 3 | 31 | 91  | 252 | 15 |
| 11.  | HK Dukla Michalovce         | 40 | 2  | 2 | 36 | 70  | 286 | 6  |
| 12.  | HK Harvard Trnava           | -  | -  | - | -  | -   | -   | -  |